# Hardy Momberg Roa
Hardy René Oscar Momberg Roa (Temuco, 22 de marzo de 1926 - 17 de agosto de 1990), fue un agricultor y político conservador chileno. Hijo de Oscar Momberg Momberg y Justina Roa Wellman. Contrajo matrimonio con Marta Edith Uribe Czach (1939).

## Actividades profesionales
Hizo sus estudios básicos y secundarios en el Instituto Nacional. Ingresó luego a la Escuela Agrícola Adolfo Matthei de Osorno, donde se graduó como Técnico Agrícola (1936), con una memoria titulada Alimentación de las vacas lecheras y sus efectos en la producción.
Se dedicó a las labores agrícolas, explotando el fundo La Suerte, en la ciudad de Temuco, donde se dedicó a la ganadería y la siembra de trigo. En 1956 formó la firma Hardy Momberg, Breuer y Cía., dedicada a la fabricación de maquinaria agrícola industrial, de la cual fue gerente.
Fue además socio de la barraca maderera Temuco y secretario de gerencia de la Sociedad Inmobiliaria Temuco.

## Actividades políticas
Ingresó a la política en 1945 como militante del Partido Democrático de Chile, del cual llegó a ser presidente de la Asamblea de Temuco.
Ingresó en 1956 a la Falange Nacional, antecedente de la Democracia Cristiana, por el cual fue elegido Diputado por Imperial, Lautaro, Temuco, Pitrufquén y Villarrica (1957-1961). Integró la comisión permanente de Agricultura y Colonización.
En 1960 se cambió al Partido Liberal, siendo miembro de su mesa directiva y fue reelegido Diputado por Temuco (1961-1965), formando parte de la comisión permanente de Vías y Obras Públicas. Fue nuevamente elegido Diputado por la misma agrupación departamental (1965-1969), integrando la comisión permanente de Economía y Comercio.
Renunció a su colectividad para ingresar al recién formado Partido Nacional (1966), que se creó con la fusión de los conservadores y liberales. Esta colectividad lo llevó de candidato y fue reelegido Diputado por Temuco (1969-1973), figurando en la comisión permanente de Defensa. 
Elegido por última vez Diputado, representando a la misma agrupación de comunas (1973-1977). En esta oportunidad alcanzó a formar parte de la comisión de Agricultura y Colonización, pero el período legislativo quedó suspendo a raíz de la intromisión militar el 11 de septiembre de 1973 que derrocaron al gobierno y suspendieron la Constitución.
Colaborador de la dictadura militar, se mantuvo como miembro del Partido Nacional y fue candidato por la colectividad con el retorno de la democracia, en las elecciones parlamentarias de 1989, por el Distrito 50, correspondiente a Temuco y Padre Las Casas, sin embargo solo logró 1.742 votos (1,46%).
Tras su fallecimiento en agosto de 1990, se le rindió un homenaje póstumo en la Cámara de Diputados.

## Otras actividades
Fue socio y secretario del Club Social de Temuco, secretario de la Asociación de Box de la ciudad y vicegobernador del Club de Leones.

## Historia electoral

### Elecciones parlamentarias de 1973
- Elecciones parlamentarias de 1973 para la Provincia de Cautín[3]

| Candidato                                 | Partido                    | Votos   | %       | Resultado |
| ----------------------------------------- | -------------------------- | ------- | ------- | --------- |
| A. Confederación de la Democracia         |                            |         |         |           |
| Sergio Merino Jarpa                       | PDC                        | 13 523  | 9,84 %  | Diputado  |
| Pedro Alvarado Páez                       | PDC                        | 7591    | 5,53 %  | Diputado  |
| Enrique Krauss Rusque                     | PDC                        | 15 033  | 10,94 % | Diputado  |
| Víctor González Maertens                  | PDC                        | 6090    | 4,43 %  | Diputado  |
| Germán Becker Bäechler                    | DR                         | 6661    | 4,85 %  | Diputado  |
| Fernando Mellado Diez                     | PIR                        | 2269    | 1,65 %  |           |
| Hardy Momberg Roa                         | PN                         | 15 174  | 11,05 % | Diputado  |
| Víctor Carmine Zúñiga                     | PN                         | 14 158  | 10,31 % | Diputado  |
| Luis Eguiguren Hodgson                    | PN                         | 5599    | 4,07 %  |           |
| Óscar Schleyer Springmuller               | PN                         | 2135    | 1,55 %  |           |
| Votos de Lista                            | CODE                       | 801     | 0,58 %  |           |
| B. Unidad Popular                         |                            |         |         |           |
| Antonio Millape Caniuqueo                 | IC                         | 3639    | 2,65 %  |           |
| José Amar Amar                            | PS                         | 13 672  | 9,95 %  | Diputado  |
| Gastón Lobos Barrientos                   | PR                         | 5200    | 3,78 %  | Diputado  |
| Rosendo Huenumán García                   | PCCh                       | 15 576  | 11,34 % | Diputado  |
| Nelson Ávila Contreras                    | MAPU                       | 2596    | 1,89 %  |           |
| María Saavedra Martínez                   | PS                         | 1944    | 1,41 %  |           |
| Sergio Cifuentes Pinto                    | PR                         | 187     | 0,13 %  |           |
| Desiderio Millanao Colitripay             | PCCh                       | 482     | 0,35 %  |           |
| Raúl Contreras Medina                     | IC                         | 203     | 0,15 %  |           |
| Isaías Vergara Torres                     | PS                         | 2773    | 2,02 %  |           |
| Votos de Lista                            | UP                         | 1218    | 0,89 %  |           |
| C. Unión Socialista Popular               |                            |         |         |           |
| Eudocio Molina Santibáñez                 | USOPO                      | 273     | 0,20 %  |           |
| Segundo Painen Lipian                     | USOPO                      | 284     | 0,21 %  |           |
| Ramón Osvaldo Barceló Olave               | USOPO                      | 176     | 0,13 %  |           |
| Votos de Lista                            | USOPO                      | 89      | 0,06 %  |           |
| Votos válidamente emitidos                | Votos válidamente emitidos | 137 346 | 98,12 % |           |
| Votos nulos                               | Votos nulos                | 1398    | 1,00 %  |           |
| Votos en blanco                           | Votos en blanco            | 1236    | 0,88 %  |           |
| Total de votos emitidos                   | Total de votos emitidos    | 139 980 | 100 %   |           |
| Fuente: Dirección del Registro Electoral. |                            |         |         |           |

### Elecciones parlamentarias de 1989
- Elecciones parlamentarias de 1989, para el Distrito 50, Temuco y Padre Las Casas[4]

| Candidato                        | Pacto                          | Partido | Votos  | %     | Resultado |
| -------------------------------- | ------------------------------ | ------- | ------ | ----- | --------- |
| Manuel Labbé Parra               | Concertación por la Democracia | ILA     | 8.719  | 7,28  |           |
| Francisco Huenchumilla Jaramillo | Concertación por la Democracia | PDC     | 46.279 | 38,67 | Diputado  |
| José García Ruminot              | Democracia y Progreso          | RN      | 35.240 | 29,44 | Diputado  |
| Isaac Ugarte Soto                | Democracia y Progreso          | RN      | 2.358  | 1,97  |           |
| Tatiana Rudolph Espinoza         | Partido del Sur                | ILC     | 10.712 | 8,95  |           |
| Sergio Liempi Marín              | Partido del Sur                | ILC     | 2.698  | 2,25  |           |
| Hardy Momberg Roa                | Partido Nacional               | ILF     | 1.742  | 1,46  |           |
| Sol Arriagada Aroca              | Unidad para la Democracia      | PAIS    | 11.942 | 9,98  |           |